# Sierra los Toros
La Sierra los Toros es una montaña en el municipio de Zaragoza; Nuevo León, México, aproximadamente 4 km al suroeste de la cabecera municipal. La cima; también conocida como “Picacho El Venado”, está a 3,315 metros sobre el nivel del mar, con una prominencia de 457 metros (Cumbre referencia: pico San Onofre en la Sierra Peña Nevada). La montaña forma parte de la Sierra Madre Oriental.